# 760 (число)
Вижте пояснителната страница за други значения на 760.
760 (седемстотин и шестдесет) е естествено, цяло число, следващо 759 и предхождащо 761.

## Общи сведения
Седемстотин и шестдесет с арабски цифри се записва „760“, а с римски цифри – „DCCLX“. Числото 760 е съставено от три цифри от позиционните бройни системи – 7 (седем), 6 (шест) и 0 (нула).

## Математика
- 760 е четно число.
- Факторизация е 2³· 5 · 19.
- В двоична бройна система е 1011111000.
- В осмична бройна система е 1370.
- В шестнадесетична бройна система е 2F8.